# Les Garçons de Fengkuei
Pour plus de détails, voir Fiche technique et Distribution.
Les Garçons de Fengkuei (風櫃來的人, Fēngguì lái de rén) est un film taïwanais réalisé par Hou Hsiao-hsien, sorti en 1983.

## Synopsis
Ah-Ching et ses amis ont fini leurs études dans leur village de pêcheurs et passent maintenant leur temps à boire et à se battre. Trois d'entre eux décident d'aller à la ville portuaire de Kaohsiung pour rechercher un travail. Ils y font face aux dures réalités de la vie.

## Fiche technique
- Titre : Les Garçons de Fengkuei
- Titre original : 風櫃來的人, Fēngguì lái de rén
- Titre anglais : The Boys from Fengkuei
- Réalisation : Hou Hsiao-hsien
- Scénario : Chu Tien-wen
- Pays d'origine : Taïwan
- Format : couleurs - 1,85:1
- Genre : drame
- Durée : 101 minutes
- Date de sortie : 1983

## Distribution
- Shih Chang
- Doze Niu
- Chao P'eng-chue
- Tou Chung-hua
- Yang Lai-yin
- Zhang Chun-fang

## Distinctions
- 1983 : Montgolfière d'or du Festival des 3 Continents de Nantes.